# Arby's
Arby's est une chaîne de restauration rapide aux États-Unis et au Canada mais aussi en Turquie. Fondé en 1964 à Youngstown dans l'Ohio. Arby's était filiale de Wendy's Arby's Group jusqu'à l'été 2011, lorsque la chaîne, dont le siège se trouve à Sandy Springs (Géorgie) a été reprise par Roark Capital Group. 
L'entreprise est connue principalement pour ses sandwiches au rosbif et ses frites torsadées et cible une clientèle plus adulte que les autres établissements de restauration rapide. 

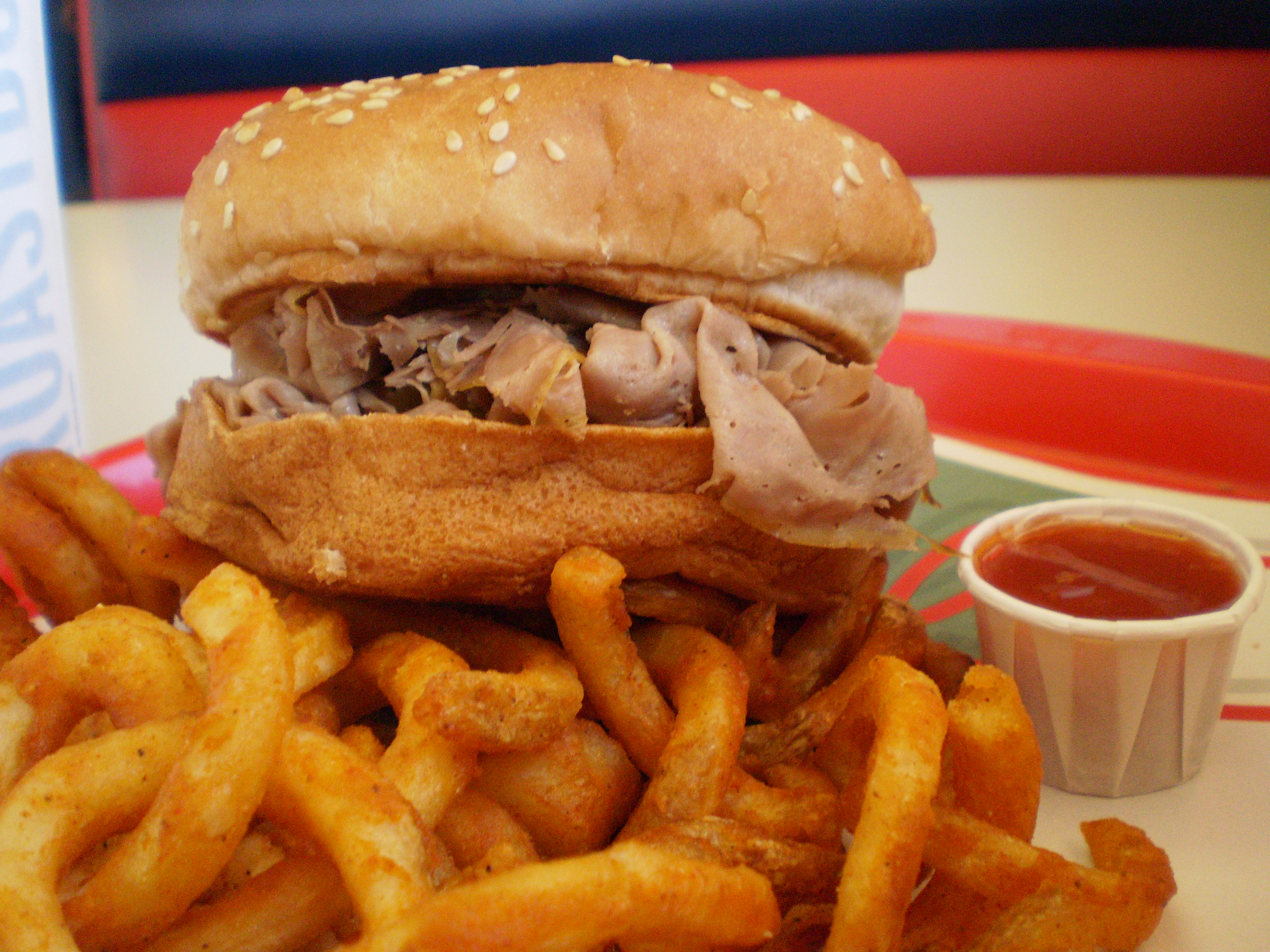
Sandwichs au rosbif et frites torsadées.